# Mount Lemmon
Catalinagebergte ten noorden van de Amerikaanse stad Tucson (Arizona).
De berg is genoemd naar de Amerikaanse botanica Sara Plummer Lemmon, die de berg in 1881 beklom met hulp van Indiaanse gidsen.
Vroeger was op de berg een radarbasis gevestigd, die ook gebruikt kon worden als een Space Shuttle door een noodgeval zou moeten landen op White Sands Missile Range. Nu bevindt zich op deze plaats de sterrenwacht Mount Lemmon Observatory, onder meer in gebruik door universiteiten uit Arizona en Minnesota.
Niet ver onder de top ligt het dorpje Summerhaven. De berg is ook een populaire trouwlocatie.